# سانت کاترین (مصر)
سانت کاترین (به عربی: سانت کاترین) یک شهرک در مصر است که در استان سینای جنوبی واقع شده‌است. سانت کاترین ۴٬۶۰۳ نفر جمعیت دارد و ۱٬۵۸۶ متر بالاتر از سطح دریا واقع شده‌است.